# Lac McKenzie
Pour les articles homonymes, voir McKenzie.
Le lac McKenzie, en anglais Lake McKenzie, est un lac de l'île Fraser, dans le Queensland, en Australie. Il a servi de point de chute a la saison 2 de la télé réalité: The Amazing race Australia.